# سونیا بلید
سونیا بلِید (به انگلیسی: Sonya Blade) یک شخصیت ساختگی در مجموعه بازی‌های مبارزه‌ای مورتال کامبت و اولین شخصیت زن در این مجموعه و یکی از اولین مبارزان زن در کل تاریخ بازی‌های ویدئویی به‌شمار می‌رود، که اولین حضورش در نخستین قسمت از بازی مورتال کامبت در سال ۱۹۹۲ بود.
ستوان سونیا بلید بعنوان یکی از نیروهای ویژه ایالات متحده و آژانس تجسس دنیاهای بیرونی از شخصیت‌های اصلی داستان می‌باشد. سرگرد جکسون بریگز می‌باشد. سونیا نمایشگر یک زن آزاده و با اراده می‌باشد، اما با وجود همه غرور و یک‌دندگی همیشه به زندگی دوستان و همرزمانش اهمیت می‌دهد. سونیا دشمنی طولانی مدت با فردی به نام کینو دارد که نمایانگر همه چیزهایی است که سونیا از آن‌ها نفرت دارد.

## داستان

### مورتال کامبت
سونیا و افرادش در حال تعقیب کینو (مورتال کامبت) رئیس گروه اژدهای سیاه هستند و او را که با یک کشتی در حال فرار است تا جزیره‌ای که مسابقات مورتال کامبت به فرمان شنگ سونگ در حال برگزاری است تعقیب می‌کنند؛ ولی به محض ورود به جزیره در کمین افراد شانگ سونگ گرفتار می‌شوند. سونیا برای نجات جان افرادش موافقت می‌کند که در مسابقات شرکت کند؛ ولی شانگ سونگ زیر قول خود می‌زند و افراد او را به قتل می‌رساند. بعد از پیروزی لیو کانگ در نبرد نهایی برابر شنگ سونگ، سونیا با بی‌توجهی به احساسات شخصی و برای نجات جان خود با جانی کیج و کینو همراه می‌شود و بر روی پلی که از روی دره رد می‌شود با گورو می‌جنگند. طی نبرد جزیره شروع به از هم پاشیدن می‌کند و سونیا همراه با کینو بوسیله شنگ سونگ به اسارت گرفته شده و برای خشنودی شائو کان به دنیای بیرونی برده می‌شوند.

### مورتال کامبت II
سونیا موفق شد برای مافوق خود جکس از دنیای بیرونی پیام بفرستد و جکس هم در پی او به آنجا سفر کرد. جکس با بقیه جنگجویان زمینی ارتباط برقرار کرد و از نقشه شائو کان برای حمله به زمین باخبر شدند. بنظر می‌آید قبل از دستگیری، سونیا و کانو مجبور شده بودند اختلافات خود را کنار بگذارند و برای زنده ماندن در دنیای بیرونی با هم همکاری کنند. جکس سونیا را آزاد و کانو را دستگیر کرد ولی در حین بازگشت به زمین کانو موفق به گریختن شد و به دنیای بیرونی فرار کرد.

### مورتال کامبت III
سونیا یکی از معدود جنگجویانی بود که در جریان هجوم شائو کان به زمین روحشان به تسخیر او در نیامده بود. او در نوک برجی نزدیک به قلعه شائو کان با کینو روبرو و درگیر شد. کینو نهایتاً برتری بدست آورد ولی سونیا که وانمود به شکست کرده بود وقتی کینو موهای او را در دستانش گرفته بود تا کارش را تمام کند او را در حالیکه مشتی از موهای سونیا در دستش بود، از بالای پشت بام به پائین هل داد و ظاهراً باعث مرگ کینو شد.